# پیر کیهت
پیر کیهت (انگلیسی: Pierre Cayet؛ زادهٔ ۷ ژوئیهٔ ۱۹۹۹) بازیکن فوتبال است.